# 존 와일드먼
존 와일드먼(John Wildman, 1960년 11월 7일 ~ )은 캐나다의 영화 감독, 배우, 각본가, 텔레비전 배우이다.
몬트리올에서 태어났다.

## 영화
- 더 마운티 (2011년)
- 스탠 헬싱 (2009년)
- 내 남자친구 (1989년)
- 12살의 작은 추억 (1985년)
- 호보 (1979년)